# 위키마니아

위키마니아 로고

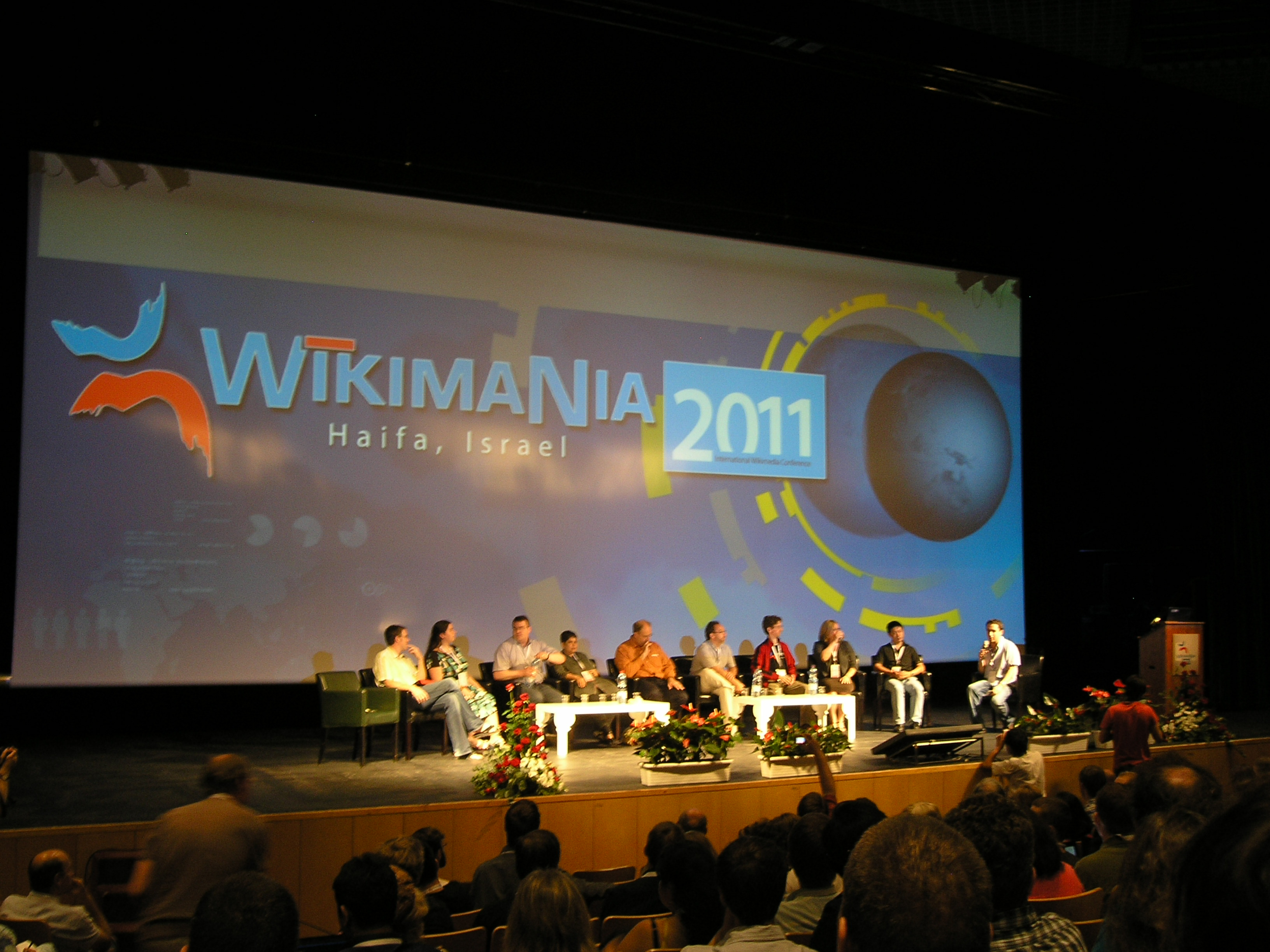
위키마니아 2011의 오프닝 세션.

위키마니아(Wikimania)는 위키미디어 재단이 운영하는 여러 위키 프로젝트 사용자들의 국제회의로 매년 개최된다. 제1회 위키마니아는 2005년 8월 5일부터 8일까지 독일 프랑크푸르트에서 열렸다. 위키마니아의 발표 및 토론에서는 위키백과를 비롯한 위키미디어 재단의 여러 프로젝트, 오픈 소스 소프트웨어, 자유 지식, 자유 콘텐츠 및 이들과 관련된 사회적·기술적 면을 다룬다.
2011년 이래로 올해의 위키인의 수상자가 위키마니아에서 발표되고 있다.

## 개요
| 로고                                                                    | 대회            | 날짜      | 장소                          | 참석자 수  | 프레젠테이션 아카이브  |
| ----------------------------------------------------------------------- | --------------- | --------- | ----------------------------- | ---------- | ---------------------- |
| Logo of the Wikimania 2005 conference, held in Frankfurt, Germany       | 위키마니아 2005 | 8월 5-7   | 프랑크푸르트암마인, 독일      | 380        | 슬라이드, 동영상       |
| Logo of the Wikimania 2006 conference, held in Cambridge, Massachusetts | 위키마니아 2006 | 8월 4-6   | 매사추세츠주 케임브리지, 미국 | 400        | 슬라이드, 문서, 동영상 |
| Logo of the Wikimania 2007 conference, held in 타이베이시, 중화민국     | 위키마니아 2007 | 8월 3-5   | 타이베이시, 중화민국          | 440        | 공용 갤러리            |
| Logo of the Wikimania 2008 conference, held in Alexandria, Egypt        | 위키마니아 2008 | 7월 17-19 | 알렉산드리아, 이집트          | 650        | 요약, 슬라이드, 동영상 |
| Logo of the Wikimania 2009 conference, held in Buenos Aires, Argentina  | 위키마니아 2009 | 8월 26-28 | 부에노스아이레스, 아르헨티나  | 559        | 슬라이드, 동영상       |
| Logo of the Wikimania 2010 conference, held in Gdańsk, Poland           | 위키마니아 2010 | 7월 9-11  | 그단스크, 폴란드              | 약 500     | 슬라이드               |
| Logo of the Wikimania 2011 conference, held in Haifa, Israel            | 위키마니아 2011 | 8월 4-7   | 하이파, 이스라엘              | 720        | 프레젠테이션, 동영상   |
| Logo of the Wikimania 2012 conference, held in Washington DC, US        | 위키마니아 2012 | 7월 12-15 | 워싱턴 D.C., 미국             | 1,400      | 프레젠테이션, 동영상   |
| Logo of Wikimania 2013                                                  | 위키마니아 2013 | 8월 7-11  | 홍콩, 중화인민공화국          | 700        | 프레젠테이션, 동영상   |
| The logo of Wikimania 2014                                              | 위키마니아 2014 | 8월 6-10  | 런던, 영국                    | 1,762      | 프레젠테이션, 동영상   |
| Logo of Wikimania 2015                                                  | 위키마니아 2015 | 7월 15-19 | 멕시코시티, 멕시코            | 800        | 프레젠테이션, 동영상   |
| Logo of Wikimania 2016                                                  | 위키마니아 2016 | 6월 21-28 | 에시노라리오, 이탈리아        | 1,200      | 프레젠테이션, 동영상   |
| The logo of Wikimania 2017                                              | 위키마니아 2017 | 8월 9-13  | 몬트리올, 퀘벡주, 캐나다      | 1,000      | 프레젠테이션, 동영상   |
| The logo of Wikimania 2018                                              | 위키마니아 2018 | 7월 18-22 | 케이프타운, 남아프리카 공화국 | 700명 이상 | 프레젠테이션, 동영상   |
| The logo of Wikimania 2019                                              | 위키마니아 2019 | 8월 14-18 | 스톡홀름, 스웨덴              | 800명 이상 | 프레젠테이션, 동영상   |

## 참고 사항
- 2020년 코로나-19 범유행 여파로 인하여, 2021년으로 연기되었다.

## 같이 보기
- 올해의 위키인